# Arkadi Andreassian
Arkadi Andreassian   (Bakú, 11 d'agost de 1947 - Yerevan, 22 de desembre de 2020) fou un futbolista armeni de la dècada de 1970 i entrenador.
Fou 21 cops internacional amb la selecció de la Unió Soviètica.
Pel que fa a clubs, defensà els colors de FC Ararat Erevan.